# Narmoethis
Narmoethis is een Oud-Egyptische stad in het Fajoembekken. Tegenwoordig is de plek bekend als Medinet Madi.

## Tempel
De stad bevat een tempel gebouwd door Amenemhat III en zijn zoon Amenemhat IV van de 12e dynastie van Egypte. In de 19e dynastie van Egypte werd de stad gerestaureerd en uitgebreid tot in de Grieks-Romeinse tijden.
De tempel was gewijd aan de goden Sobek, Horus en de godin Renetoetet. De muren van de tempel bevatten verschillende scènes en een belangrijke Griekse inscriptie.

## Opgravingen
In 2006 werd de tempel onderzocht door Zahi Hawass. Volgens hem is het "de enige tempel uit het Middenrijk dat intact gebleven is". Er werd door een archeologisch team in 2006 de funderingen, administratieve gebouwen, graanschuren en woonplaatsen teruggevonden.

## Koptische teksten
In 1928 werden Koptische teksten teruggevonden. Ze vonden een psalmenboek met psalmen van Thomas.